# William George Barker
William George Barker (Dauphin, Manitoba, Canadà, 3 de novembre de 1894 - Ottawa, Ontario, Canadà, 12 de març de 1930) fou un aviador de combat as canadenc de la Primera Guerra Mundial, amb un total de 50 victòries acreditades.

## Primers passos
Barker va néixer en una granja familiar a Dauphin, Manitoba, on va créixer a la frontera de les grans planes, anat a cavall, caçant, i treballant des de ben jove a la granja del seu pare i a la serradora. Era un excel·lent tirador amb la seva Winchester que havia modificat ell mateix. Li agradava especialment disparar en moviment, per exemple, al mateix temps que cavalcava. Algun biògraf ha suggerit que és probable que Barker actues com a tirador en un circ. Tenia molt aplom emocional, interessos múltiples i diversos, i un estil innat per a actuar. Barker també era molt bon estudiant, tot i que sovint s'absentava a les classes a causa de les seves obligacions a la granja i la serradora. Ja des de ben jove, era el caçador encarregat d'alimentar els treballadors de la serradora, cosa que l'obligava a perdres classes.
Barker s'interessà per l'aviació després de veure algunes exhibicions d'aviació pionera, en aparells Curtiss i dels germans Wright entre 1910 i 1914. Va ser Boy Scout a Russell, Manitoba, i membre de la 32a companyia de cavalleria lleugera a Roblin, Manitoba. Barker cursava l'11é curs a l'institut de Dauphin a la tardor de 1914, just abans d'enrolar-se.

## Primera Guerra Mundial
Al desembre de 1914, poc després del començament de la guerra i de la crida a files de l'exèrcit canadenc posterior, Barker s'enrolà com el Soldat núm.106074 William G.Barker al 1r regiment de la Canadian Mounted Rifles (fusellers muntats). El regiment fou enviat a Anglaterra el juny de 1915 i més tard, a França el 22 de setembre d'aquell mateix any. Barker fou artiller de metralladora Colt d'aquesta companyia fins a principis d'abril de 1916, quan fou transferit com a observador de proves a l'esquadró núm. 9 de la Royal Flying Corps, pilotant un BE-2c.

## Front Oriental 1916-1917
Fou fet oficial com a segon tinent a l'abril i obtingué un permís de 5 dies per anar a Londres a adquirir l'uniforme d'oficial i l'equipament necessari. En tornar, fou assignat a l'esquadró núm. 4 i el 7 de juliol transferit a l'esquadró núm. 15, encara volant en un BE-2. El 21 de juliol Barker reclamà la seva primer victòria en abatre un caça biplaça Roland amb la seva metralladora d'observador, i a l'agost en va abatre un segon, aquest cop fent-lo caure en flames. Fou en aquest moment que obtingué la condecoració de Menció als Despatxos sent qualificat com a observador de forma oficial el 27 d'agost i actuant per primer cop amb aquest títol el 15 de setembre d'aquell mateix any, conjuntament amb la companyia d'infanteria de la qual havia format part. El 15 de novembre Barker i el seu pilot, mentre volaven molt baix per sobre del riu Ancre, tingueren en el punt de mira una gran concentració de soldats alemanys que es preparaven per a un contraatac a Beaumont Hamel, i ràpidament informaren al quarter general perquè es bombardegés la zona. L'enemic, uns 4000 soldats d'infanteria, van ser morts i Billy va ser condecorat amb la Creu Militar per aquesta acció durant els últims dies de la batalla del Somme.
L'obtenció de la Creu Militar va facilitar que Barker ingressés al curs de pilots i, després d'obtindre el títol, va tornar al 15e esquadró on, el 25 de març de 1917 pilotant un RE-8, va abatre un Fokker de reconeixement. Alguns mesos després va ser enviat a Anglaterra com a instructor però després de varies sol·licituds, l'1 d'octubre de 1917 va aconseguir ser traslladat al 28é esquadró destacat a França on, durant el primer mes ja va acreditar cinc avions abatuts.
El 29 de novembre, ja al front italià, va abatre un Albatros de reconeixement i l'1 de gener de 1918, va ser condecorat amb l'Ordre del Servei Distingit. L'abril d'aquell any es va fer càrrec del esquadró 66é, volant aleshores amb un Sopwith Camel amb matrícula B6313 i amb el que va abatre fins a cinquanta avions austríacs o alemanys.

## Tornada a Canadà i mort
Després de tornar a Canadà l'any 1919, va fundar una societat amb el coronel W.A. Billy Bishop per tal de realitzar vols xàrter entre Toronto i el llac Muskoka. Posteriorment es va treure el títol de pilot civil i va arribar a ser director d'una companyia aèria nord-americana.
El 12 de març de 1930, provant un nou bi-plaça Fairchild a Rockcliffe, Ottawa, l'aparell es va precipitar al riu Ottawa després de l'enlairament i Barker va morir a l'accident. William Barker va rebre sepultura a Toronto.